# Враница
Враница је планински ланац у Динаридима у централној Босни и Херцеговини, који се налази између Горњег Вакуфа на западу и Фојнице на истоку, на територији Федерације. Највиши врх је Надкрстац са 2110 метара надморске висине. Геолошки, ланац Враница је дио Динарских планина и формиран је углавном од секундарних и терцијарних седиментних стена, углавном кречњака. Значајни врхови су Надкрстац (2110 м), Лоцика (2106 м), Росињ (2059 м) и Сцит (1949 м). Густи грмови борова замењују мешовиту шуму—углавном букву —изнад 1400 метара надморске висине. Типичне крашке карактеристике оближњих херцеговачких планина релативно су одсутне у Враници, која има релативно обилне изворе воде. Потоци који извиру са ових планина су Драгача на истоку и Врбас на западу.

## Прокошко језеро
Источно од његовог главног врха, на 1660 метара надморске висине налази се глацијално језеро Прокошко језеро. Ово језеро је некада било познато као станиште јединствене водоземске ендемске варијанте црног даждевњака. На сјеверној обали је насеље типичних дрвених пастирских колиба, које је посљедњих година нарасло нелегалним рекреативним шупама које угрожавају угрожени екосистем. Прокошко језеро је добило заштићени статус 2005. године по критеријумима Међународне уније за заштиту природе, када су га власти БиХ прогласиле спомеником природе. Упркос овим заштитним мерама, није јасно да ли ће загађење повезано са прекомерном рекреацијом постати потпуно фатално за даждевњака.

## Туризам и рекреација

### Планинарење
Планине Враница биле су само на рубовима погођеним борбама током рата у Босни и Херцеговини. Централни главни гребен је у великој мери остао поштеђен ратних дејстава и ризик од мина је стога минималан. Из тог разлога Враница је атрактивна дестинација за планинаре, планинске бициклисте и турне скијаше. Од Фојнице до Прокошког језера води груби неасфалтирани планински пут. Планинарски дом — ПД Росињ — налази се на западној страни главног гребена на 1780 метара надморске висине.